# 9K115-2 Metis-M
Die 9K115-2 Metis-M (russisch 9К115-2 Метис-M) ist eine tragbare russische Panzerabwehrlenkwaffe. Die Lenkwaffe trägt die Bezeichnung 9M131. Der NATO-Codename lautet AT-13 Saxhorn-2.

## Entwicklung
Ende der 1980er-Jahre wurde im Konstruktionsbüro für Gerätebau eine neue Panzerabwehrlenkwaffe auf der Basis der erfolgreich eingeführten 9K115 Metis entwickelt. Die neue Waffe entstand als Reaktion auf die zunehmende Verwendung von Verbundpanzerung und Reaktivpanzerung im Panzerbau. Die ersten Modelle wurden 1992 an die russischen Streitkräfte ausgeliefert. Dort tragen sie die Bezeichnung 9K115-2 Metis-M. Von der NATO bekamen sie die Bezeichnung AT-13 Saxhorn-2.

## Technik
Die 9M131-Lenkwaffen werden in versiegelten GFK-Transport- und Startbehältern aus dem Werk ausgeliefert. Der Transport- und Startbehälter wiegt beladen 13,8 kg und wird auf die 9P151M-Starteinheit aufgesetzt. Diese wiegt 9,5 kg und besteht aus der 9P152-Dreibein-Lafette, der 9S816M-Zielverfolgungseinheit und der 9P152M-Tageslicht-Zieloptik mit sechsfacher Vergrößerung. An diese kann das 1PN86WI Falcon 2-Wärmebildgerät angeschlossen werden. Dieses erlaubt eine Zielerfassung auf eine Entfernung von bis zu 3.200 m sowie eine Zielidentifikation auf 1.600 m. Hat der Schütze das Ziel anvisiert, betätigt er den Auslöser und zündet damit die Ausstoßladung, welche die Lenkwaffe aus dem Rohr ausstößt. In sicherer Entfernung zündet das Feststoff-Marschtriebwerk und beschleunigt die Lenkwaffe auf 287 m/s. Der Flugkörper erreicht durch seine Rotation eine stabile Flugbahn. Um die gesamte Reichweite von 1.500 m zu durchfliegen, benötigt die Waffe rund 8 Sekunden. Die durchschnittliche Fluggeschwindigkeit beträgt 180 m/s. Während des Fluges spult die Lenkwaffe einen Draht ab, über den sie Lenkkommandos erhält. Die 9M131 arbeitet nach dem SACLOS-Lenksystem (halbautomatische Kommandolenkung). Dabei verfolgt die 9S816M-Zielverfolgungseinheit die Lenkwaffe über einen an den drei Flügeln angebrachten Infrarot-Strahler. Lenkkommandos werden in dem 9S815M-Apparatenblock errechnet und über die Drahtverbindung an die Lenkwaffe übermittelt. Während des Fluges brauchte der Schütze lediglich das Ziel im Fadenkreuz zu behalten. Die 9M131-Lenkwaffe ist mit einem Gefechtskopf mit einer Tandemhohlladung bestückt. Diese hat eine Durchschlagsleistung von 800–900 mm Panzerstahl oder 3 m Stahlbeton. Die 9M131F-Lenkwaffe verfügt über einen thermobarischen Sprengkopf. Dieser Lenkwaffentyp kommt bei der Bekämpfung von Weichzielen, Bauwerken und Feldbefestigungen zum Einsatz. Er erzeugt bei der Detonation einen starken Überdruck und eine Hitzewirkung von 800 °C. Daneben können auch die älteren 9M115-Lenkwaffen des Vorgängermodells 9M115 abgefeuert werden.
Das Herstellen der Feuerbereitschaft dauert 12–20 Sekunden. Der Start kann liegend, kniend oder auch stehend mit der geschulterten Lafette erfolgen. Die 9M131 kann aus geschlossenen Räumen eingesetzt werden. Hinter der Lafette müssen aber mindestens 2 m Freiraum vorhanden sein. Im Normalfall erfolgt der Einsatz durch drei Personen. Einer trägt die 9P151M-Starteinheit mit einem aufgesetzten Startbehälter. Zwei weitere Personen transportieren je zwei weitere Startbehälter. Das System kann aber auch von einem einzelnen Mann transportiert und eingesetzt werden. Die minimale Bekämpfungsdistanz der 9M131 beträgt 80 m. Die 9M131 ist gegenüber dem Vorgängermodell 9K115 Metis resistenter gegen elektronische Störmaßnahmen. Ebenso wurde die Bedienung vereinfacht, so dass Soldaten das System nach nur kurzer Übung effektiv einsetzen können. AT-13 kann auch als Zusatzbewaffnung für die Fahrzeugfamilien BMP und BMD verwendet werden.

## Raketen
- 9M131 Metis-M: Erste Serienversion ab 1992 mit 4,6 kg schwerer Tandemhohlladung; Panzerdurchschlag 800–900 mm RHA, Reichweite 1.500 m
- 9M131F Metis-M: Version mit 4,95 kg schwerem thermobarischen Sprengkopf; Reichweite 1.500 m
- 9M131M Metis-M1: Verbesserte Version mit Tandemhohlladung; Panzerdurchschlag 900–1.000 mm RHA, Reichweite 2.000 m
- 9M131FM Metis M1: Version mit thermobarischem Sprengkopf; Reichweite 2.000 m

## Einsatz
Die 9K115-2 wurde im Tschetschenienkriege sowie im Kaukasuskrieg 2008  eingesetzt.
Im Libanonkrieg 2006 wurden mit 9K115- und 9M131-Panzerabwehrlenkraketen 50 israelische Panzer vom Typ Merkava beschädigt oder zerstört. In 22 Fällen wurde die Hauptpanzerung der Kampfpanzer durchschlagen. Dabei wurden 23 Besatzungsmitglieder getötet.
Im Bürgerkrieg in Syrien wird die 9M131 sowohl von der syrischen Armee als auch vom IS eingesetzt.
Die 9M131 wurde in den Iran und Syrien exportiert. Einige dieser Systeme sollen über Syrien an die libanesische Hisbollah weitergegeben worden sein.

## Verbreitung
- Algerien
- Armenien
- Bangladesch
- Georgien
- Iran
- Kamerun
- Kroatien
- Malaysia
- Marokko
- Südkorea
- Russland
- Syrien
- Ukraine
- Ungarn